# Karl Ernst (SA-Mitglied)

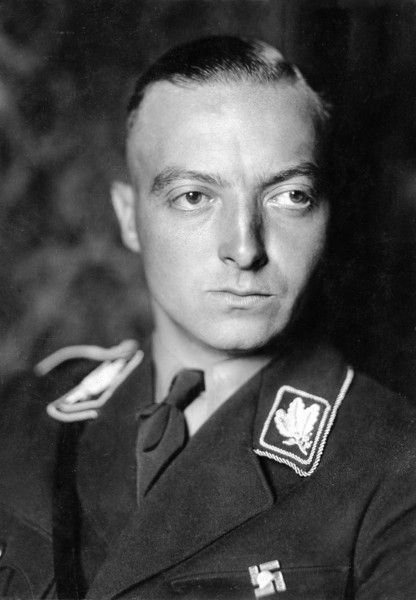
Karl Ernst (1933)

Karl Gustav Ernst (* 1. September 1904 in Wilmersdorf bei Berlin; † 30. Juni 1934 in Berlin) war ein deutscher Politiker (NSDAP) und Gruppenführer der SA. Er wurde vor allem bekannt als Führer der SA-Gruppe Berlin-Brandenburg. Er war 1932 bis 1934 Reichstagsabgeordneter und von 1933 bis zu seinem Tod Mitglied des Preußischen Staatsrates. Karl Ernst soll einigen Theorien zufolge eine wichtige Rolle beim Reichstagsbrand vom Februar 1933 gespielt haben. Er wurde während des sogenannten Röhm-Putsches von Angehörigen der Leibstandarte SS Adolf Hitler erschossen.

## Leben und Wirken

### Frühe Jahre (1904–1929)
Karl Ernst wurde 1904 in Berlin als älterer von zwei Söhnen von Carl Ernst (1860–1941) und seiner Ehefrau Martha, geborener Schröder (* 26. Juni 1881 in Barkow, Kreis Greifenberg), in der Pfalzburgerstraße 7  geboren. Sein Vater war Kavallerist; nach dem Ersten Weltkrieg arbeitete er als Leibwächter für den Industriellen Friedrich Flick. Sein jüngerer Bruder war Gustav Ernst (1909–1941).
Nach dem Besuch von Volksschulen in Berlin-Wilmersdorf und Berlin-Grunewald absolvierte er zwischen 1918 und 1921 eine kaufmännische Lehre als Exportkaufmann.
Nachdem er bereits 1918 begonnen hatte, sich in der nationalen Jugendbewegung zu engagieren, schloss Ernst sich 1920 erst dem Deutschnationalen Jugendbund, später auch dem Freikorpsverband „Eskadron Grunewald“ an. Dem letzteren gehörte er als Radmelder der Garde-Kavallerie-Schützen-Division an. Bis 1923 war er als kaufmännischer Angestellter in Berlin und Mainz tätig. Im selben Jahr trat er in die Sturmabteilung (SA) ein.
Nach dem Scheitern des Münchener Putsches vom November 1923 und dem Verbot der NSDAP betätigte sich Ernst in verschiedenen anderen rechtsextremen, staatsfeindlichen Organisationen. So war er zwischen 1924 und 1926 Mitglied im Frontbann, einer Auffangorganisation der verbotenen SA, und in der Organisation „Ulrich von Hutten“ des Freikorpsführers Gerhard Roßbach. Infolge seiner Konflikte mit dem Gesetz wurde Ernst zu dieser Zeit wegen Geheimbündelei, Landfriedensbruchs und Gefangenenbefreiung angeklagt.
Beruflich ging Ernst in diesen Jahren unterschiedlichen Tätigkeiten im Dienstleistungsgewerbe nach. So war er nacheinander kaufmännischer Angestellter, Bankangestellter, Einkäufer, Sekretär, Abteilungsleiter, Reisender, Korrespondent, Kellner und Hotelpage in Berlin, Mainz und Danzig.
Ernst gehörte von 1927 bis März 1931 zur Obersten SA-Führung in München.

### Spätere Jahre (1929–1934)

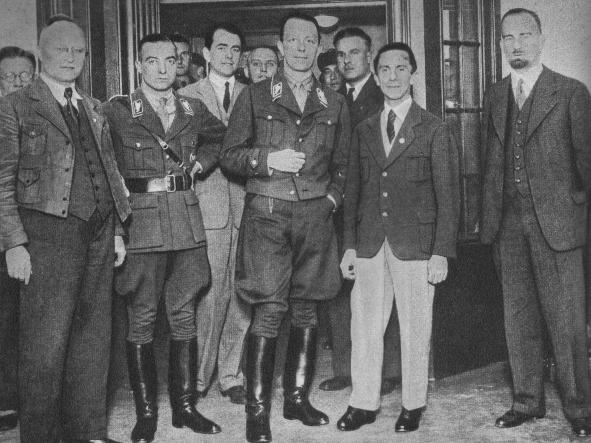
Karl Ernst (zweiter von links) im Kreise der NSDAP-Gauleitung von Berlin. Gruppenporträt anlässlich Hitlers Ernennung zum Reichskanzler. Neben Ernst links: Hans Meinshausen, rechts: Graf Helldorff, Joseph Goebbels und Karl Hanke. Hinter Ernst im hellen Anzug: Albert Speer.

Von 1929 bis 1931 besuchte Ernst für drei Semester die Hochschule für Politik in Berlin.
Nach der sogenannten Stennes-Revolte, einer Auseinandersetzung innerhalb der Berliner SA, wurde Ernst im April 1931 Adjutant des Gausturms und trat der NSDAP bei (Mitgliedsnummer 446.153). Im Juni desselben Jahres wurde er in der sozialdemokratischen Münchener Post und den darauf basierenden Nachdrucken als einer der bekanntesten homosexuellen Freunde Röhms bezeichnet. Es wurden auch gefälschte Briefe des Oberleutnants a. D. Paul Schulz in Umlauf gebracht, nach denen Ernst wegen seiner langjährigen Beziehung zu Paul Röhrbein, der ihm beim innerparteilichen Aufstieg behilflich gewesen war, allgemein „Frau von Röhrbein“ gerufen worden sein soll. In dieser Zeit war insbesondere bei den Parteigängern von Walther Stennes die Empörung über den angeblichen homosexuellen Dreibund „Röhm-Röhrbein-Ernst“ groß. Ernst und Röhrbein wurden in der Nacht vom 26. zum 27. Juni 1931 von Stennes-Leuten in einem Berliner Lokal regelrecht belagert. Als Ernst einen loyalen SA-Sturm zu Hilfe rief, war die Verhaftung der Stennes-Parteigänger durch die Polizei in Gange. Nach einem erhaltenen Protokoll bezeichnete dabei der Anführer der Stennes-Leute Ernst und Röhrbein als „Parteischädlinge“ und beschimpfte sie als angebliche Homosexuelle. Ernst gab einem SA-Mann das Ehrenwort, nicht homosexuell zu sein. 1931 hatte er auch freundschaftlichen Kontakt zu Arnolt Bronnen. Nach Harry Wilde soll er auf der Wannsee-Yacht von Erik Jan Hanussen mit seinen SA-Kameraden „Orgien“ gefeiert haben.
Als Adjutant des Gausturms half Ernst zusammen mit Wolf-Heinrich von Helldorff bei der Vorbereitung und Durchführung des antisemitischen Kurfürstendamm-Krawalls vom 12. September 1931. Am Abend des jüdischen Neujahrsfestes griffen etwa 1000 SA-Männer unter Parolen wie „Juda, verrecke“ und „Schlagt die Juden tot!“ Juden beim Verlassen der Synagoge und Passanten auf dem Kurfürstendamm tätlich an. Gegen Helldorff und Ernst, die zunächst untergetaucht waren, wurde Anklage wegen Landfriedensbruchs erhoben. Von Roland Freisler und Hans Frank verteidigt, wurden beide im November 1931 zu sechs Monaten Gefängnis verurteilt. Dieses Urteil wurde im Februar 1932 aufgehoben; Ernst erhielt eine Geldstrafe wegen Beleidigung.

Karl Ernst

Im Dezember 1931 wurde Ernst als SA-Oberführer Adjutant der Berliner SA-Gruppe. Von Juli 1932 bis März 1933 führte er die SA-Untergruppe Berlin-Ost. Am 1. März 1933 zum SA-Gruppenführer befördert, übernahm er die neugebildete SA-Obergruppe III. Vom 20. März 1933 an übte er als Nachfolger von Helldorff das Amt eines Sonderbevollmächtigten der Obersten SA-Führung (OSAF) für den Bereich Berlin und die Provinz Brandenburg aus. Am 1. Dezember 1933 übernahm er zusätzlich das Amt des Standortführers der SA für Berlin. Ernst war ab März 1933 die sogenannte SA-Feldpolizei unterstellt, die direkt mit der Verfolgung von Regimegegnern befasst war. So ließ Ernst am 24. März 1933 den Hellseher Hanussen ermorden.
Für die NSDAP kandidierte Ernst zum Reichstag und wurde vom Juli 1932 bis März 1933 Abgeordneter für den Wahlkreis 3 Potsdam II. Ein weiteres Mandat nahm er von März 1933 bis November 1933 für den Wahlkreis 2 Berlin wahr. Eine dritte Mandatszeit folgte von November 1933 bis 30. Juni 1934. Am 11. Juli 1933 wurde Ernst zum Preußischen Staatsrat ernannt.

### Rache an Albrecht Höhler
Albrecht Höhler hatte im Januar 1930 an der Spitze einer kommunistischen „Sturmabteilung“ den Berliner SA-Führer Horst Wessel in seiner Wohnung überfallen und in den Kopf geschossen. Daraufhin baute die NS-Propaganda Wessel schon in den fünf Wochen seines Sterbens zu ihrer größten Märtyrerfigur auf. Als die Justiz der Republik im September 1930 Höhler wegen Totschlags zu sechs Jahren und einem Monat Haft verurteilte, waren die Anhänger der Nationalsozialisten empört. Die Machtübernahme Hitlers ermöglichte ab Frühjahr 1933 der SA eine brutale Abrechnung mit ihren Gegnern, unter denen Höhler besonders verhasst war. Im August 1933 überführten drei Gestapo-Angehörige, darunter Walter Pohlenz, Höhler aus der Strafanstalt Wohlau nach Berlin in ihre Zentrale unter Rudolf Diels. Höhler sollte zur Vorbereitung eines zweiten Wessel-Prozesses gegen inzwischen identifizierte weitere Beteiligte seiner Sturmabteilung aussagen. Dabei wurde er vermutlich gefoltert. Im September verlangte Höhler gegenüber Diels schriftlich, nach Wohlau zurückverlegt zu werden. Diesen Wunsch nutzten Diels und Ernst, um ihn zu ermorden.
Mit einem von Diels unterzeichneten Entlassungsschein holten am 20. September 1933 Pohlenz und der von Ernst dorthin befohlene SA-Mann Willi Schmidt Höhler vom Polizeipräsidium Alexanderplatz in einem PKW ab. Dem Wagen folgten in zwei weiteren Diels und Ernst, samt Adjutant Walter von Mohrenschildt, sowie etwa acht bewährte Figuren der Berliner SA, die Wessel gekannt hatten, wie Richard Fiedler, Willi Markus und August Wilhelm von Preußen. Auf der Fahrt nach Osten machte die Fahrzeugkolonne an einem Wald bei Müncheberg Halt: Pohlenz und Schmidt, die Höhler an einer Knebelkette führten, wurden von den Anderen zum Waldrand geleitet. Dort hielt Ernst eine kurze Rede, in der er Höhler als „Mörder von Horst Wessel“ zum Tode verurteilte. Daraufhin schossen mehrere der Anwesenden, darunter Ernst, auf Höhler, fügten ihm weitere tödliche Verletzungen zu und verscharrten seine Leiche an Ort und Stelle.
Während Diels dem Wohlauer Gefängnisdirektor mitteilte, Höhler sei in der Haft gestorben, berichtete er gegenüber seinem Dienstherrn Hermann Göring, der Überführungswagen sei von sieben bis acht bewaffneten Männern in Bekleidungsstücken der SA abgefangen worden. Die Beamten seien unter Androhung von Gewalt zur Herausgabe Höhlers gezwungen worden, den die Männer dann mit unbekanntem Ziel verschleppten. Den Tatort verlegte Diels um über 20 Kilometer südöstlich auf „12 km vor Frankfurt an der Oder“. Göring ließ die Ermittlungen noch 1933 einstellen. Als im August 1934 die Leiche Höhlers gefunden wurde, übergab die Berliner Mordinspektion die Ermittlung der Gestapo, die sie versanden ließ. Die Tatbeteiligten der Ermordung Höhlers konnte erst in den 1960er Jahren die West-Berliner Kriminalpolizei durch die Vernehmungen Willi Schmidts und des Chauffeurs von Karl Ernst ermitteln.

### Konflikt mit der Reichswehr und Tod

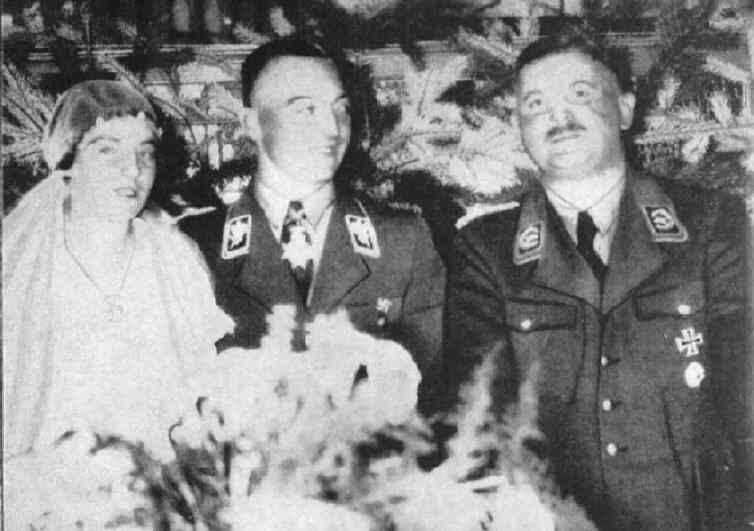
Karl Ernst mit seiner Ehefrau Minna geb. Wolf bei ihrer Hochzeit am 17. September 1933 mit Stabschef Ernst Röhm

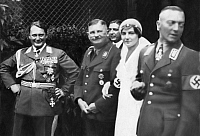
Das Ehepaar Ernst mit den Trauzeugen Hermann Göring und Ernst Röhm

In der Frage der zukünftigen Wehrverfassung des NS-Regimes blieb die Rolle der SA ungeklärt. Ernst Röhm ließ ab Januar 1934 schwer bewaffnete Kräfte aufstellen. Ernst ließ zusätzlich dazu ein Wachregiment und ein Wachbataillon zu jeder SA-Brigade bilden. Damit schien der Konflikt mit der Reichswehr vorgegeben, denn die SA-Führer wollten diese Einheiten in die Reichswehr integrieren. Hitler hatte sich jedoch für die Reichswehr und gegen die SA entschieden. Die Ermordung Röhms und etwa 90 weiterer SA-Funktionäre wurde von der NS-Propaganda als Röhm-Putsch bezeichnet. Damit war auch das Schicksal von Ernst besiegelt. Göring legte Hitler am 18. Juni 1934 einen Bericht des SS-Gruppenführers und Chef der Polizei Kurt Daluege vor, in dem beschrieben wurde, dass Ernst Details über den Reichstagsbrand verbreiten würde.
Am 29. Juni 1934 reiste Ernst zusammen mit Minna Wolf (* 11. Dezember 1903 in Mainz; † 16. Februar 1982 in Ludwigshafen/Rh.), die er am 17. September 1933 in Berlin geheiratet hatte, nach Bremen. Er plante von Bremerhaven aus mit einem Schiff des Norddeutschen Lloyd nach Madeira zu reisen, wo er seine Flitterwochen zu verbringen gedachte. Als er am Mittag des 30. Juni zusammen mit seiner Braut und seinem Freund Martin Kirschbaum, der ihm die Passage finanziert hatte, zum Schiff nach Bremerhaven wollte, wurde er aufgrund eines aus Berlin eintreffenden Haftbefehls festgenommen. Zuvor war Ernst vergeblich in Berlin gesucht worden. Nach seiner Verhaftung wurde er einem aus Berlin mit einem Sonderflugzeug angereisten SS-Kommando unter der Führung von Kurt Gildisch übergeben, das ihn ebenfalls per Flugzeug nach Berlin zurückbrachte. Nach der Ankunft auf dem Zentralflughafen Tempelhof brachte es ihn zur SS-Kaserne in Berlin-Lichterfelde, wo er von Angehörigen der Leibstandarte SS Adolf Hitler erschossen wurde. Seine Todesurkunde datiert den Todeszeitpunkt auf 9:37 Uhr. Seine Erschießung war im Radio bereits einige Stunden zuvor als vollzogen gemeldet worden. Da Ernst sich bis zum Schluss für das Opfer eines unglücklichen Irrtums hielt, starb er mit dem Hitlergruß auf seinen Lippen. Die meisten engen Mitarbeiter von Ernst wurden bald nach ihm am Abend des 30. Juni (Daniel Gerth und Gerd Voß) beziehungsweise im Laufe des 1. Juli (Wilhelm Sander und Walter von Mohrenschildt) erschossen. Die später mehrfach aufgetauchte Behauptung, auch Ernsts Frau sei ermordet worden, trifft dagegen nicht zu. Sie wurde am 14. Juli 1934 aus der Schutzhaft entlassen und lebte anschließend in Berlin. Sie ist als „Witwe Minna Ernst“ in den Berliner Adressbüchern der Jahre 1936 bis 1943 eingetragen und erst 1982 in Ludwigshafen am Rhein gestorben.

### Rolle beim Reichstagsbrand 1933

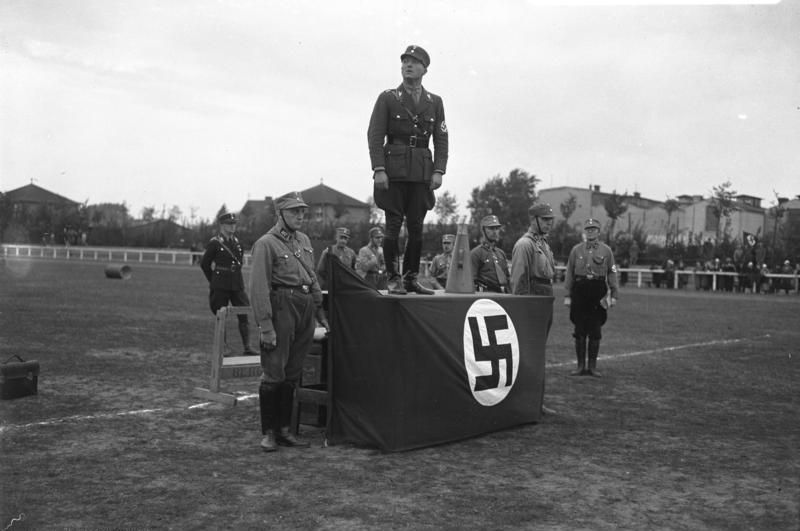
Karl Ernst während einer Rede auf einem SA-Sportfest in Berlin-Köpenick (1932), Aufnahme aus dem Bundesarchiv

Karl Ernst ist seit seinem Tod immer wieder mit dem Reichstagsbrand vom Februar 1933 in Verbindung gebracht worden: Verschiedene Theorien zum Reichstagsbrand sehen ihn als Organisator bzw. Anführer eines angeblichen SA-Trupps, der von der Dienstwohnung Hermann Görings im Reichstagspräsidentenpalais durch einen unterirdischen Heizungsgang in den Reichstag eingedrungen sei und dort Benzin oder andere brandfördernde Chemikalien verteilt habe, um das Gebäude dann auf dem gleichen Wege wieder zu verlassen. Der offiziell als Brandstifter verhaftete und verurteilte Marinus van der Lubbe sei entweder von Ernsts SA als Sündenbock im Reichstag zurückgelassen worden oder erst nach dem Verlassen des Gebäudes durch die SA in dieses manövriert worden, um die vorbereiteten Brandmittel anzustecken.
Erstmals geäußert wurde die Behauptung einer Täterschaft Ernsts im sogenannten Weißbuch über die Erschießungen vom 30. Juni 1934, das im Herbst 1934, wenige Monate nach Ernsts Ermordung, in Paris erschien. Das in diesem Buch abgedruckte sogenannte „Ernst-Testament“, eine angeblich von Ernst als „Lebensversicherung“ im Ausland hinterlegte selbstverfasste Erklärung, die im Falle seines gewaltsamen Todes veröffentlicht werden sollte und in der er vermeintlich seine Brandstifterschaft beim Reichstagsbrand offen einräumt, wurde später als eine Fälschung aus der Werkstatt des kommunistischen Verlegers Willi Münzenberg entlarvt. Trotzdem wurde eine Urheberschaft Ernsts für den Brand bis in die späten 1950er Jahre weithin als die wahrscheinlichste Variante akzeptiert, zumal sich zahlreiche wichtigen Zeitzeugen der NS-Jahre nach dem Zweiten Weltkrieg von der Verantwortung Ernsts für den Brand fest überzeugt zeigten oder sogar genaue Kenntnis davon zu haben meinten. So erklärte z. B. Hans Bernd Gisevius, dass sein ehemaliger Vorgesetzter Arthur Nebe, der Chef der Kriminalpolizei, ihm gegenüber geäußert habe, dass er bei seinen Nachforschungen zu dem Fall festgestellt habe, dass Ernst den Brand organisiert habe.
Schon unter Zeitgenossen wurde kolportiert, Ernst habe 1933 anlässlich eines SA-Festes ausgerufen:
„Wenn ich sage, ich habe den Brand gelegt, dann bin ich ein verdammter Trottel, wenn ich nein sage, bin ich ein verdammter Lügner.“

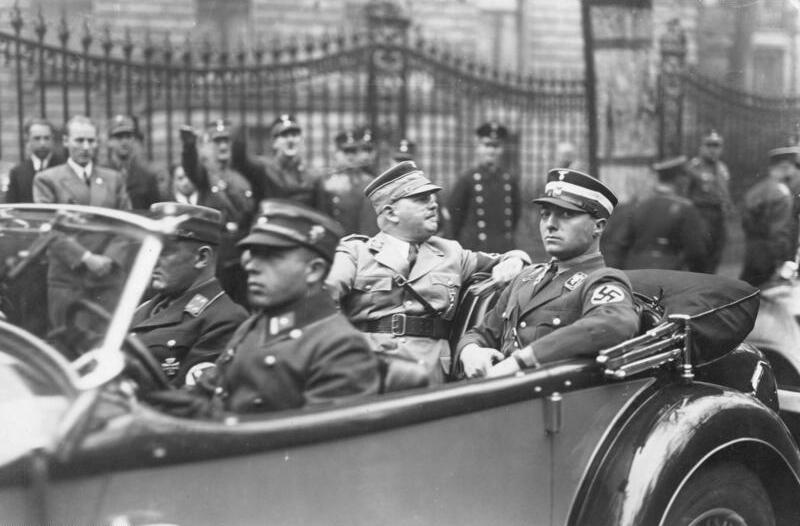
Ernst Röhm und Karl Ernst im Auto (1933). Am Steuer der Oberscharführer Johann Heinrich König, auf dem Beifahrersitz der Chef von Röhms Stabswache Julius Uhl. Alle vier wurden ein Jahr später im Rahmen der Röhm-Affäre erschossen.

Hermann Göring räumte zudem während eines Verhörs durch den US-Ankläger Robert Kempner bei den Nürnberger Prozessen auf die Frage nach einer möglichen Beteiligung Ernsts am Brand des Reichstages ein:
„Ja, an diesen Mann dachte ich, wenn überhaupt eine andere Hand [außer van der Lubbe] im Spiel war. Was Ernst betrifft, glaube ich, daß alles möglich ist.“
Bei der weiteren Befragung durch Kempner führte Göring noch aus: „Ich überlege mir wirklich, welches Interesse Ernst daran gehabt haben könnte. Ich vermute, dass er gesagt hat: ‚Wir wollen ihn in Brand stecken und dann die Nachricht verbreiten, dass es die Kommunisten gewesen sind.’ Ich kann mir nur denken, daß die SA in diesem Zusammenhang geglaubt hat, sie könne dann eine größere Rolle in der Regierung spielen.“
In den späten 1950er und frühen 1960er Jahren wurde die von dem Laien-Forscher Fritz Tobias vertretene These, wonach Marinus van der Lubbe ein Einzeltäter gewesen sei, zu der in der Geschichtswissenschaft vorherrschenden Meinung. Eine Beteiligung Ernsts wurde dementsprechend in den folgenden Jahren von den meisten Historikern als Legende ohne geschichtlichen Kern eingestuft. Dem stellte sich vor allem in den 1970er Jahren der Forscherkreis um Walther Hofer und Edouard Calic entgegen, die neue – zum Teil aber in der Forschung äußerst umstrittene und in einigen Fällen sogar als Fälschungen bezichtigte – Archivfunde und Zeitzeugenberichte vorlegten, die die Verantwortung Ernsts wieder in den Bereich des Möglichen rückten. Die sich hierauf entspinnende Kontroverse zog sich bis in die späteren 1980er Jahre. Die Einzeltäterthese – ohne Einbeziehung Ernsts – erwies sich dabei als die dominierende Auffassung, der in der Folgezeit die Mehrheit der Historiker zuneigte.
In der jüngeren Vergangenheit erhielt die Ernst-These Unterstützung durch die im Jahr 2000 veröffentlichte Reichstagsbrand-Studie von Alexander Bahar und Wilfried Kugel, die, gestützt auf neue Archivfunde, die These vertreten, dass Ernst den Reichstagsbrand als Planer organisiert habe, ohne direkt an der Ausführung des Brandes beteiligt gewesen zu sein: Kugel und Bahar kommen zu dem Schluss, dass zunächst ein SA-Trupp um Ernsts Freund Hans Georg Gewehr den Plenarsaal des Reichstages mit einer selbstentzündlichen Flüssigkeit präpariert habe und dass nach dem Abziehen dieses Trupps van der Lubbe nur noch als Marionette zur Entfachung des bereitgelegten Brandmaterials in das Gebäude manövriert worden sei.
2019 tauchte im Nachlass von Fritz Tobias eine durch diesen versteckte eidesstattliche Erklärung des ehemaligen SA-Mannes Martin Lennings auf, in dem er angab, van der Lubbe auf Befehl von Karl Ernst am Abend des Reichstagsbrands zum Reichstag gefahren zu haben, als es dort bereits brannte. Der Historiker Sven Felix Kellerhoff hält diese Darstellung für unglaubwürdig, da sie den Ermittlungsakten widerspreche.

## Nachwirkung
Karl Ernst war auf einem zum Reichsparteitag 1936 veröffentlichten Schmucktelegramm abgebildet. Nach der Veröffentlichung des Schmuckblatts in verschiedenen Zeitungen wurde der Druck eingestellt und die 35.000 bereits ausgelieferten Exemplare wieder eingezogen.

## Beförderungen
- 1931: SA-Oberführer
- März 1933: SA-Gruppenführer (der Rang Brigadeführer wurde erst ab 1. Juli 1933 in SA, SS und NSKK eingeführt, so dass seine Beförderung vom Oberführer zum Gruppenführer dem „normalen Beförderungsweg“ gemäß der von Ernst ausgeübten Dienststellung entsprach.)

## Archivarische Überlieferung
Zu Ernst haben sich einige kurze Personalakten im Bundesarchiv erhalten: Im Bestand des ehemaligen BDC findet sich eine SA-Akte (Mikrofilm 130 „Erd, Karl–Ertl, Anton“, Bilder 383–385), eine PK-Akte und eine OPG-Akte (Mikrofilm E 60 „Hoppe, Paul–Horn, Heinrich“, Bilder 2957–2974).

## Schriften
- Die Suez-Kanal-Politik Großbritanniens, Berlin 1931. (unveröffentlichte Abschlussarbeit an der Hochschule für Politik in Berlin)
- SA im Kampf. In: Wilhelm Kube (Hrsg.): Almanach der nationalsozialistischen Revolution. Berlin 1933, S. 113–120.
- Vorwort zu: Werner Schäfer: Konzentrationslager Oranienburg. Das Anti-Braunbuch über das erste deutsche Konzentrationslager. Buch- und Tiefdruck-Gesellschaft, Berlin 1934.
- Vorwort zu: Hans Hoepner: Braune Kolonne. Ein Buch der SA. 1. Auflage, Büchergilde Gutenberg, Berlin 1934.
- Julius-Karl von Engelbrechten: Mit Gruppenführer Ernst unterwegs, A. Nauck & Comp., Berlin 1934. (Sammlung von Reden Ernsts)